# Paleosuchus trigonatus
El caimán postruso, cachirre o dirin-dirin (Amazonía peruana) (Paleosuchus trigonatus), es una de las dos especies del género Paleosuchus, y es el segundo cocodrilo más pequeño del mundo.

## Descripción
Su cuero es de color marrón grisáceo oscuro con ojos de color marrón medio. Los machos crecen entre 1,7 y 2,3 m de largo, y el espécimen más grande registrado midió 2,6 m. Las hembras no suelen superar los 1,4 m. No presenta cresta ósea o "gafas" entre los ojos. Es un cocodrilo robusto, fuerte para su tamaño, y tiende a llevar la cabeza alta con el cuello inclinado hacia arriba.

## Distribución
Su distribución comprende la cuenca del Amazonas; desde Colombia y Ecuador hasta el norte de Bolivia, Venezuela hacia el este hasta las Guayanas y desembocadura del río Amazonas al norte de Brasil.

## Alimentación
La alimentación de Paleosuchus trigonatus se basa de reptiles, aves y pequeños mamíferos.